# Вибровозбудитель
Вибровозбуди́тель — механическое устройство, предназначенное для генерирования вибрации в строительно-дорожных машинах.
По принципу работы вибровозбудители делятся на следующие виды:
- центробежные — вибрация генерируется при вращении одного или нескольких дебалансов;
- планетарные — вибрация генерируется при движении бегунка в планетарном механизме; такие вибровозбудители используются для создания вибрации высокой частоты (до 20000 колебаний в минуту);
- электромагнитные вибровозбудители получили наибольшее распространение; в таких устройствах возбуждающей вибрацию силой является переменная сила притяжения электромагнитов.

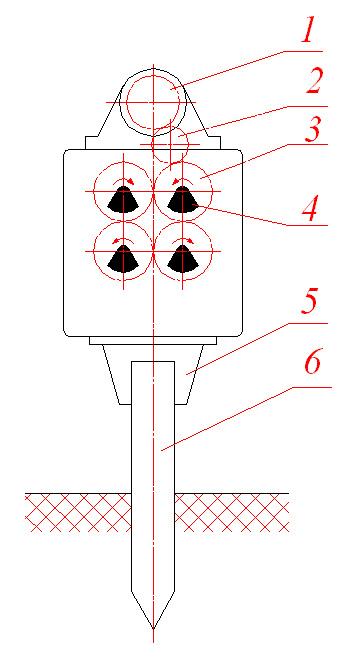
Вибропогружатель с центробежным вибровозбудителем: 1 — электродвигатель; 2 — промежуточная шестерня; 3 — синхронизирующие шестерни; 4 — дебаланс; 5 — наголовник; 6 — свая

Вибровозбудители применяются в вибропогружателях, в машинах для уплотнения грунтов, в погружных вибраторах, в сортировочных машинах и др.